# Punktschweißkleben
Punktschweißkleben stellt die Kombination des Strukturklebens, dem Verkleben großer, crashrelevanter Karosserieteile, mit dem Fügeverfahren Punktschweißen dar.
Hierzu war eine neue Generation von crashfesten Klebstoffen notwendig, welche erst seit Ende der 1990er Jahre verfügbar und im Einsatz sind. Diese weisen neben hohen Festigkeiten und hoher Versteifungswirkung auch ausreichend große Bruchdehnungen auch bei schlagartiger Belastung (insbesondere beim Straßenverkehrsunfall) im gesamten, relevanten Temperaturbereich auf. 
Probleme bereiteten lange Zeit vor allem die tiefen Temperaturbereiche, in denen die Klebstoffe bei schlagartiger Belastung ein sprödes Verhalten aufwiesen. Dieser Nachteil wurde durch die crashstabilen Klebstoffe minimiert.

## Arbeitsschritte
1. Klebstoff auftragen (Schichtdicken je nach Anwendungsbereich 0,1 bis 0,3 mm)
2. Anbauteil mittels Punktschweißen fixieren (im pastösen Zustand des Klebers)
3. Aushärtung des Klebstoffs (bei Raumtemperatur oder in Aushärteöfen bis ca. 180 °C)

## Anwendungsbereiche

### Automobilbau
Vorrangiger Anwendungsbereich ist der Rohbau/Karosseriebau in der Automobilfertigung, wo unterschiedlichste Werkstoffe miteinander verbunden werden müssen und Fokus auf Gewichtsreduzierung, Kostensenkung und hohe Leistungsfähigkeit der gefügten Verbindungen gelegt wird. 

#### Leistungsfähigkeit von Punktschweißkleben
So werden beispielsweise Punktschweißverbindungen mit dem Steppnaht-Strukturkleben kombiniert, welches durch entsprechende Programmierung der Steuerung eines geeigneten Applikationssystems Klebenahtunterbrechungen für die Schweißpunkte realisieren kann. Hierdurch werden Vorteile beider Verfahren kombiniert und unangenehme, gesundheitsgefährdende Zersetzungsprodukte des Klebstoffes durch Verbrennen beim Setzen der Schweißpunkte vermieden.
Die Vorteile der Klebeverbindung können dank der Beseitigung des Nachteils fehlender Sofortfestigkeit durch Punktschweißen voll ausgeschöpft werden.

#### Kostensenkung durch Punktschweißkleben
Die Senkung der Schweißpunkteanzahl durch Punktschweißkleben bedeutet eine enorme Einsparung von Prozesszeit und somit Geld. Für jeden eingesparten Schweißpunkt verringert sich die Prozesszeit um etwa 3 Sekunden.

#### Gewichtseinsparung durch Punktschweißkleben
Klebeverbindungen können mit sehr dünnen Substratdicken aufgetragen werden und besitzen eine geringere Dichte als Metall. Durch ihren starken Versteifungseffekt können die Materialdicken der verwendeten metallischen Werkstoffe, wie hochfeste Stähle, durch Einsatz flächiger Verklebung weiter reduziert werden. Es wird eine Gewichtseinsparung erzielt, welche dank der flächiger Klebeverbindung nicht auf Kosten der Bauteilsteifigkeit geht. Der Verlust der Bauteilsteifigkeit mit abnehmender Materialdicke wird durch das Flächenträgheitsmoment begründet.